# 2nd Special Service Brigade
Za druge 2. brigade glej 2. brigada.
2nd Special Service Brigade je bila britanska brigada specialnih sil druge svetovne vojne.

## Zgodovina
Brigada je bila ustanovljena leta 1943 in nato sodelovala v bojih na Bližnjem vzhodu, Italiji, Jugoslaviji in v Albaniji.

## Sestava
1944 
- Štab
- No. 2 Commando
- No. 9 Commando
- No. 40 (Royal Marine) Commando
- No. 43 (Royal Marine) Commando